# Старая (приток Латорицы)
Старая — река в Украинских Карпатах, в пределах Ужгородского и Мукачевского района Закарпатской области. Правый приток Латорицы (бассейн Тисы). Берёт начало на южных склонах горы Маковицы, что в массиве Маковица, севернее села Гайдош. В низовьях течет Закарпатской низменностью.
Длина реки 40 км, площадь бассейна 461 км². Долина у истоков V-образная (шириной 30-300 м), ближе к низменности — трапециевидная (шириной до 1,6 км), в низовьях — с нечёткими очертаниями. Пойма преимущественно двусторонняя, появляется на 4 км ниже истока. Русло шириной от 2-5 м до 30 м, в нижнем течении есть разветвления. Сначала река течёт с севера на юг, в среднем течении поворачивает на запад. Уклон реки 14 м/км. Питание смешанное, с преобладанием дождевого. Для регулирования стока во время паводков сооружены водохранилища (наибольшее — Андреевское), имеются пруды. Воду используют для орошения и рыболовства.
Основные притоки: Вьела, Солотвинский, Цигань (правые) Раковец, Быстрая, Кучава, Полуй (левые). Экологическое состояние реки (особенно в среднем и нижнем течении) неудовлетворительное.